# Kommodore
Diese Seite wird im Sinne der Richtlinien für Begriffsklärungen auf der Diskussionsseite des Wikiprojektes Begriffsklärungsseiten diskutiert. Hilf mit, die Mängel zu beseitigen, und beteilige dich an der Diskussion!
Hinweise zur Überarbeitung: Formatvorlage und FAQ.
(+)
Kommodore ist eine Rang- und Funktionsbezeichnung in der Schifffahrt und in der militärischen Luftfahrt.

## Herkunft des Begriffes
Die Bezeichnung Kommodore entstand gegen Ende des 17. Jahrhunderts in der niederländischen Marine. Der Begriff bezeichnete einen Offizier, der einen Schiffsverband führte, ohne den Dienstgrad eines Admirals zu haben.
In der niederländischen Marine des ersten Seekrieges gegen England war die Verteilung der Admiralsränge streng geregelt (siehe Admiralitäten der Vereinigten Niederlande). In diesem Krieg wurden aber mehr Geschwaderführer benötigt, als Admiräle vorhanden waren. Damit man nicht gegen die Vorrechte der betroffenen Provinzen verstieß, wurde der Commodore eingeführt.
Einer der bekanntesten späteren Admirale der Niederlande, Michiel de Ruyter, begann als Commodore in diesem Krieg.

## Seestreitkräfte und Schifffahrt
Diese Bedeutung eines Geschwaderkommodores hat sich im Sprachgebrauch vieler Marinen bis heute erhalten. Insofern ist die Bezeichnung Kommodore zugleich eine Funktionsbezeichnung als Führer eines Verbandes und eine Rangbezeichnung zwischen den Dienstgraden eines Kapitäns zur See und dem des Konteradmirals als damals niedrigstem Flaggoffizier. In einigen Marinen hingegen zählt bereits der Kommodore als Flaggoffizier. In manchen Marinen wird oder wurde der Rang als Dienstgrad dauerhaft verliehen, in anderen nur zeitweise für die Dauer eines Kommandos oder Krieges.

### Vereinigtes Königreich

UK-Navy-OF6

UK-Air-OF6

In der Royal Navy wurde 1690 der Titel Commodore als Bezeichnung des ältesten Kommandanten im Kapitänsrang eines Geschwaders eingeführt, ohne einen eigenen Dienstgrad darzustellen.
1747 wurde festgelegt, dass ein Commodore dem Brigadier im Heer entspricht.
1805 wurde der Dienstgrad eines Kommodore formell geschaffen und zugleich zwischen Kommodores erster und zweiter Klasse unterschieden. Erstere hatten noch mindestens einen Captain entsprechend dem Dienstgrad Kapitän zur See unter sich und wurden wie Konteradmirale bezahlt. Kommodores zweiter Klasse kommandierten zugleich ihr eigenes Schiff und den unterstellten Verband und bekleideten faktisch den Dienstgrad eines Captains. Vor 1862 war Commodore noch kein Dienstrang, sondern ein Ehrentitel. Heute bezeichnet Commodore sowohl einen Rang unterhalb der Flaggoffiziere als auch eine Dienststellung wie z. B. Commodore Faslane Flotilla.
Der Air Commodore (Air Cdre) ist ein Dienstgrad in der Royal Air Force. Er kommt auch in den Luftwaffen anderer Staaten vor, die in ihrem Dienstgradsystem durch das britische System beeinflusst wurden (Indien, Australien, Neuseeland, Pakistan).

### Polen

Komandor Polen

In der polnischen Marine gibt es seit ihrer Gründung nach dem Ersten Weltkrieg den Dienstgrad Komandor (polnisch Komandor) im Range Kapitän zur See (OF-5).

### Vereinigte Staaten
In der United States Navy wurde der Begriff Commodore während des Unabhängigkeitskriegs als Ehrentitel für Kommandanten im Kapitänsrang verwandt, denen gleichzeitig weitere Schiffe unterstellt waren, oder die besondere Verantwortung trugen.
Zwischen 1857 und 1862 existierte statt des Ehrentitels Commodore der reguläre Dienstgrad Flag Officer. 1862 wurde der reguläre Dienstgrad Commodore eingeführt, der bis 1899 bestand. Kennzeichen eines Commodore waren ein breiter goldener Ärmelstreifen an der Uniform und als Kommandozeichen ein Doppelstander oder Breitwimpel. Diese Kennzeichen wurden in vielen Marinen übernommen.
Nach 1899 wurde der Dienstgrad nur noch an in den Ruhestand tretende Marineoffiziere im Dienstgrad Captain verliehen, die am Bürgerkrieg 1861–1865 teilgenommen hatten.
1943 wurde die Bezeichnung als zeitweiliger Dienstgrad wieder eingeführt, jedoch bereits 1950 wieder abgeschafft. In dieser Zeit wurden 147 Commodores ernannt.
1982 wurde kurzzeitig die Bezeichnung Commodore Admiral als neuer niedrigster Admiralsdienstgrad eingeführt (OF-6) und bereits 1983 in Commodore geändert. Dieser Dienstgrad wird seit 1986 wieder als Rear Admiral (lower half) bezeichnet.
Auch in den Zeiten, in denen Commodore kein offizieller Dienstgrad der US Navy war, wurde er fast immer als (inoffizieller) Ehrentitel für Offiziere in herausgehobenen Positionen genutzt. Außerdem gab es zum Beispiel während der Zeit 1982–1986 in der United States Coast Guard auch die Unterscheidung zwischen dem Dienstgrad Commodore (OF-6) und der Dienststellung Commodore als Kommandeur eines der Geschwader der Coast Guard.

### Frankreich
Die Marine Nationale hat, in der heutigen Zeit (siehe Brigadier des armées navales), kein Äquivalent zwischen dem Kapitän zur See (capitaine de vaisseau) und dem Konteradmiral (contre-amiral). Der französische Konteradmiral entspricht jedoch dem Flottillenadmiral anderer Seestreitkräfte und ist damit etwa dem Kommodore gleichzusetzen.

### Deutschland

#### Kaiserliche Marine
In der Kaiserlichen Marine war der Kommodore die Dienststellung eines Kapitäns zur See, der als Befehlshaber eines (kleineren) Schiffsverbandes eingesetzt war und anderen Kapitänen zur See vorgesetzt sein konnte, wie zum Beispiel der Chef des 1881 aufgestellten ständigen Ostasiengeschwaders Louis von Blanc oder der Kommandant des Kreuzers Vineta, Kapitän zur See Georg Scheder, der 1902/03 zeitweilig als Chef der Ostamerikanischen Kreuzerdivision eingesetzt wurde.

#### Reichsmarine
In der Reichsmarine gab es keine aktiven Kommodores.

#### Kriegsmarine bis 1945

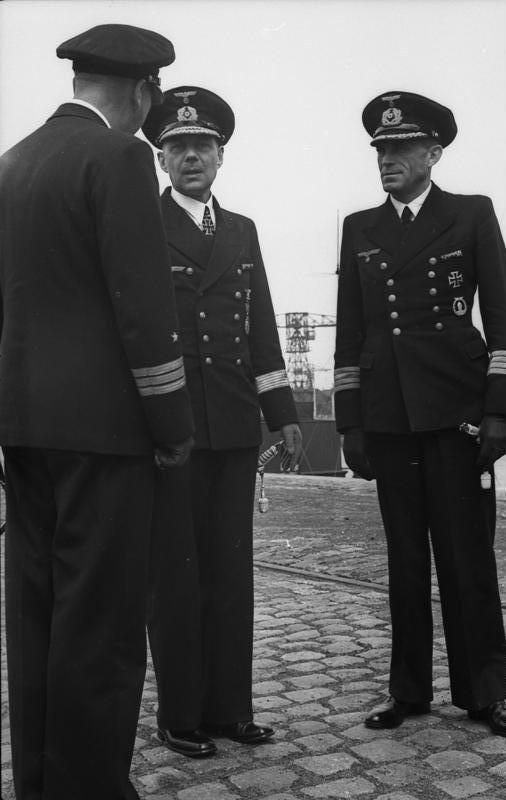
Friedrich Ruge (Mitte) als Kommodore der Kriegsmarine

In der Kriegsmarine der Wehrmacht wurde der Rang kurz vor Beginn des Zweiten Weltkriegs wieder eingeführt.
Dabei wurden die nachstehenden Rangabzeichen getragen.
| Dienstgrad                 |           |                      |
| niedriger: Kapitän zur See | Kommodore | höher: Konteradmiral |

Im Heer und in der Luftwaffe der Wehrmacht gab es keinen vergleichbaren Offiziersrang. Lediglich der SS-Oberführer wäre äquivalent zum Kommodore der Kriegsmarine gewesen.

#### Volksmarine

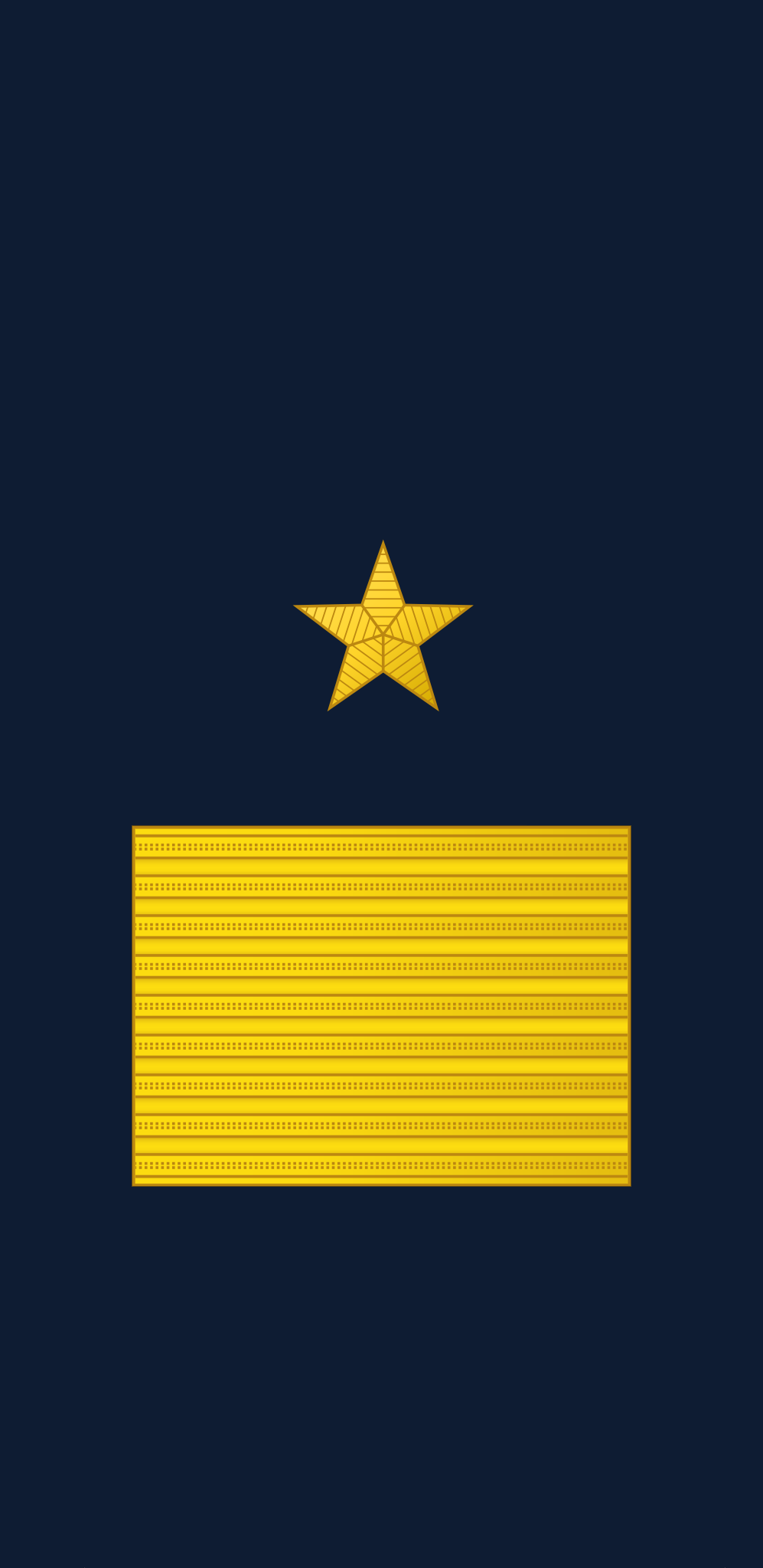
Ärmelstreifen Kapitän zur See der Volksmarine

In der Volksmarine der NVA gab es kein Äquivalent zu diesem Dienstgrad, wobei dort der Ärmelstreifen eines Kapitäns zur See dem Ärmelstreifen des Kommodores ähnlich war.

#### Bundesmarine ab 1956 und Deutsche Marine ab 1995
In der Bundesmarine wurden 1956 die NATO-üblichen Rangbezeichnungen eingeführt. Statt des in einigen NATO-Staaten üblichen Ranges Kommodore wurde zwischen Kapitän zur See und Konteradmiral jedoch der Dienstgrad Flottillenadmiral eingeführt, der – anders als frühere Kommodores in deutschen Marinen – ein wirklicher Flaggoffizierdienstgrad ist. Die Rangbezeichnung blieb auch nach der Umbenennung zur Deutschen Marine erhalten.
Es gibt unabhängig davon in der Deutschen Marine (wie auch in der Luftwaffe) die Dienstpostenbezeichnung eines Geschwaderkommodores für den Kommandeur oder befehlshabenden Offizier eines fliegenden Verbands mit Regimentsstatus (aktuell Marinefliegergeschwader 3 „Graf Zeppelin“ und Marinefliegergeschwader 5).

### Handels- und Sportschifffahrt
Der Führer eines Geleitzugs aus Handelsschiffen wird als Konvoikommodore bezeichnet. Für diese Aufgabe können Marine- und Handelsschiffsoffiziere eingesetzt werden.
Ein Kommodore konnte in der Handelsschifffahrt bei großen Reedereien der dienstälteste Kapitän sein, wie zum Beispiel:
- Nikolaus Johnsen; Kapitän u. a. 1924 der Columbus und 1930 der Europa und ab Juni 1929 Kommodore beim Norddeutschen Lloyd (NDL)
- Paul Wiehr: Mitte Januar 1933 zum Kommodore der HAPAG ernannt.
- Friedrich Kruse; Kapitän u. a. 1911 Clevland, 1914 Imperator (als Staff.Capt.), Resolute (u. a. 7 Weltreisen), New York.  Er wurde Anfang Juli 1933 zum Kommodore der HAPAG ernannt.
- Leopold Ziegenbein; Kapitän u. a. auf der Bremen und Kommodore beim NDL
- Adolf Ahrens; Kapitän u. a. der Columbus und der Bremen und Kommodore beim NDL

In Einzelfällen war es teilweise auch üblich, dass die Kommandanten besonders großer Passagierschiffe den Titel Kommodore und die entsprechenden Ranginsignien führten. Oft unterstanden ihnen in dieser Position mehrere untergebene, sogenannte Staffkapitäne, die in die Schiffsführung einbezogen wurden. Der Titel Kommodore bezieht sich hier also nicht auf die Führung eines Verbands mehrerer Schiffe, sondern auf das Kommando über ein einzelnes, besonders großes Schiff.
In der Sportschifffahrt kann ein Segelverein ein langjährig hochverdientes Mitglied, das aus aktiven Ämtern ausgeschieden ist, und oft zum (Ehren-)Vorsitzenden ernannt wird den Titel Kommodore verleihen. Der Yachtclub spricht so mit dem Ehrentitel dem Mitglied seinen Dank für die geleisteten Verdienste aus. Oftmals darf der Kommodore einen besonderen Stander, der eine Variante des Klubstanders darstellt, auf seiner Yacht setzen. So bekleidete Kaiser Wilhelm II. die Position des Kommodores des Kieler Yacht-Clubs, der damals noch Kaiserlicher Yacht-Club hieß.

### Marineinsignien

Flaggen und Doppelstander
Deutschland (Kriegsmarine)[A 2]
Indien
Japan
Norwegen
Vereinigtes Königreich
Konvoikommodore (NATO)

Schulterstücke und Ärmelstreifen
Australien
Griechenland
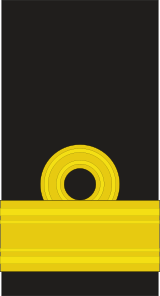
Portugal/Osttimor
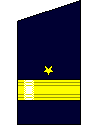
USA[A 3]
Vereinigtes Königreich

## Luftstreitkräfte und Luftfahrt
In den Luftstreitkräften verschiedener Staaten wird der Begriff Kommodore sowohl als Rang wie auch als Dienststellung benutzt. Außerdem kennen größere Luftfahrtgesellschaften die Ehrenbezeichnung für ältere Flugkapitäne in leitender Funktion.